# 中华人民共和国边境管理区通行证

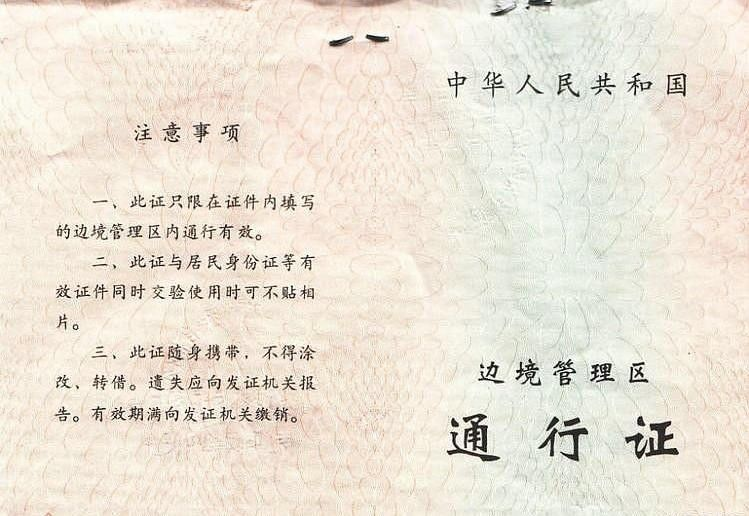
边防证证件样本

中华人民共和国边境管理区通行证俗稱邊防證，是供非现役中国公民进出中华人民共和国边境管理区的通行证明。
当地居民无需办理该证件，可凭居民身份证等进出边境管理区。

## 简介
1999年9月4日，公安部令第42号发布施行《中华人民共和国边境管理区通行证管理办法》。该办法规定，“国家在陆地边境地区划定边境管理区（含深圳、珠海经济特区），实行《中华人民共和国边境管理区通行证》（以下简称《边境通行证》）验查管理制度。”“凡进出边境管理区的人员，均适用本办法。”
该《办法》规定了进出边境管理区证件：

- 第五条　凡常住边境管理区年满十六周岁的中国公民，凭《中华人民共和国居民身份证》（以下简称《居民身份证》）在本省、自治区的边境管理区通行；前往其他省、自治区的边境管理区，须持《边境通行证》。
- 第六条　凡居住在非边境管理区年满十六周岁的中国公民，前往边境管理区，须持《边境通行证》。
- 第七条　凡经由边境管理区出入国（边）境的人员，凭其出入境有效证件通行。
外国人、无国籍人前往未对外国人开放的边境管理区，须持公安机关签发的《中华人民共和国外国人旅行证》。
海外华侨、港澳台同胞前往未对外开放的边境管理区，须持《边境通行证》。
- 第八条　中国人民解放军和中国人民武装警察部队官兵进出边境管理区，须分别持《中国人民解放军军人通行证》、《中国人民武装警察通行证》和本人有效证件；驻在边境管理区内的中国人民解放军和中国人民武装警察部队官兵，凭本人有效证件进出边境管理区。

该《办法》还规定了《边境通行证》的申领、签发、查验以及违反本《办法》规定的处罚等等。《边境通行证》式样由中华人民共和国公安部制定，并统一印制。

## 申请
一般情况下，中国内地居民凭《居民身份证》、《居住证》（仅适用于其他地区暂住一定期限的外来人员）到户籍所在地的公安局，填写《边境管理区通行证申请表》，包括个人信息和欲前往的边境管理区名称（该名称只填写到地市级，不填写到地市以下的县级），并缴纳申请费后即可领取通行证。申请人如要求前往不同省份边境地区的，则按照不同省份分别办理。该证仅限年满十六周岁的人士申请，未满十六周岁的人士不单独办理证件，可与持证人偕行，但不得超过二人。对于刑事案件的被告人和公安机关、国家安全机关、人民检察院或人民法院认定有犯罪嫌疑的人员、被判处刑罚正在服刑的人员、正在被劳动教养的人员以及公安机关认为不宜前往边境区人员，则不能办理该通行证。

## 边境管理区列表
目前进出新疆维吾尔自治区和西藏自治区的以下市县需办理《边境通行证》：
| - 哈密市（全境） - 伊州区 - 伊吾县 - 巴里坤哈萨克自治县 - 昌吉回族自治州 - 木垒哈萨克自治县 - 奇台县 - 阿勒泰地区（全境） - 青河县 - 富蕴县 - 福海县 - 阿勒泰市 - 布尔津县 - 哈巴河县 - 吉木乃县 - 塔城地区 - 和布克赛尔蒙古自治县 - 额敏县 - 塔城市 - 裕民县 - 托里县 - 博尔塔拉蒙古自治州 - 阿拉山口市 - 博乐市 - 温泉县 - 伊犁哈萨克自治州 - 霍城县 - 察布查尔锡伯自治县 - 昭苏县 - 阿克苏地区 - 温宿县 - 乌什县 - 克孜勒苏柯尔克孜自治州（全境） - 阿图什市 - 乌恰县 - 阿合奇县 - 阿克陶县 - 喀什地区 - 塔什库尔干塔吉克自治县 - 叶城县 | - 日喀则市 - 仲巴县 - 萨嘎县 - 聂拉木县 - 定日县 - 康马县 - 亚东县 - 岗巴县 - 定结县 - 吉隆县 - 山南市 - 错那市 - 隆子县 - 洛扎县 - 浪卡子县 - 林芝市 - 米林市 - 朗县 - 察隅县 - 墨脱县 - 阿里地区 - 普兰县 - 札达县 - 日土县 - 噶尔县 |

## 深圳、珠海经济特区
1980年代深圳经济特区、珠海经济特区成立后，政府在特区与非特区边界设立管理线，并在管理线沿线设有多个俗称“关”的檢查站，对出入特区的人员实施管制，非特区户籍居民必須憑户籍所在地所签发的邊防證，特区户籍居民必須憑居民身份证才能出入特区。该政策实施已有20多年，此后政策一直出现变动，直至取消。目前外地居民前往深圳、珠海经济特区已不再需要邊防證。但进入深圳沙头角附近的中英街和珠海茂盛围附近的珠澳跨境工业区则依旧需要邊防證。

### 概况
1985年，中华人民共和国国务院发布《国务院关于深圳珠海经济特区边防管理若干问题的规定》（国发〔1985〕109号）。此后又发布了《深圳经济特区与内地之间人员往来管理规定》、《关于深圳、珠海经济特区边防管理若干问题的规定》等一系列文件，明确特区户籍居民凭身份证、非特区户籍居民凭边防证方能进入特区，并接受检查站工作人员的检查。1990年代初期，为了提高通关效率，边防部门对经常出入特区的深圳市党政领导和企事业单位发放优检证；而到中期，经济不景气席卷全国。为了吸引人气，珠海特区边防“二线关”检查开始出现松动（虽然没有明文规定），来往珠海特区时经常可以遇上“免检”的情况，一些没有边防证的旅客即使在检查时被卡，只要稍费口舌即可过关。珠海机场启用后，为了吸引周边地区的乘客到珠海乘搭飞机，经有关部门批准，旅客仅需凭有效机票，即可进入珠海特区，无需另行办理特区边防证。2000年1月10日起，非特区户籍凭相关有效证件，并支付10元人民币，便可在珠海市边防分局的上冲检查站、下栅检查站入口处办证点办理进入珠海的边防证，无需在户口所在地办理。
2000年，为执行上述《中华人民共和国边境管理区通行证管理办法》，广东省公安厅发布《关于启用〈边境特别管理区通行证〉的通知》（粤公通字〔2000〕417号）。因居住、工作或旅游参观需要前往深圳沙头角或珠海茂盛围边境特别管理区的人员，需办理边境特别管理区通行证。该证的核发由广东省公安边防总队主办。
2003年5月28日，广东省公安边防总队在广州市举行新闻发布会宣布，经中华人民共和国国务院、中央军委批准，广东省公安边防总队决定自2003年5月28日起对深圳、珠海特区管理线（俗称“二线”）及粤港粤澳边界管理线（俗称“一线”）的边防管理工作加以改革，简化《边境通行证》办理手续，部分内地居民可以免办边境通行证进入深圳、珠海特区。
2003年，为配合此次改革，中华人民共和国公安部下发《关于简化办理深圳、珠海特区〈边境通行证〉手续等问题的通知》，对前往深圳、珠海特区人员办理边境通行证采取简化手续，取消了凭介绍信办理边境通行证等审批手续。内地居民前往深圳、珠海特区凭中华人民共和国居民身份证申请办理边境通行证，该证件有效期最长可达一年。
2005年1月1日起，进入深圳、珠海的群众办理边防证不再交费。2006年，深圳特檢站各分站逐步全面安裝身份證查檢系統，取消辦理邊防證過關的繁雜程序，僅憑身份證，就可順利過關，這樣也變相取消了邊防證制度。隨著深圳、珠海經濟特區取消邊防證制度，中國內地居民僅需憑居民身份证即可進出特區，但仍然需要接受检查站边防人员的检查。
2008年2月15日，北京市人民政府发布关于取消和调整行政审批项目的通知，取消10项行政审批项目，其中北京市公安局取消了深圳、珠海经济特区边境通行证核发，自此北京市民赴深圳、珠海经济特区不必再办理边境通行证。
2014年7月，各检查站的所有官兵被分流到其他边防单位，自此进入深圳、珠海特区（但深圳沙头角附近的中英街和珠海茂盛围附近的珠澳跨境工业区除外）不再需要接受边防人员检查。

### 证件样式

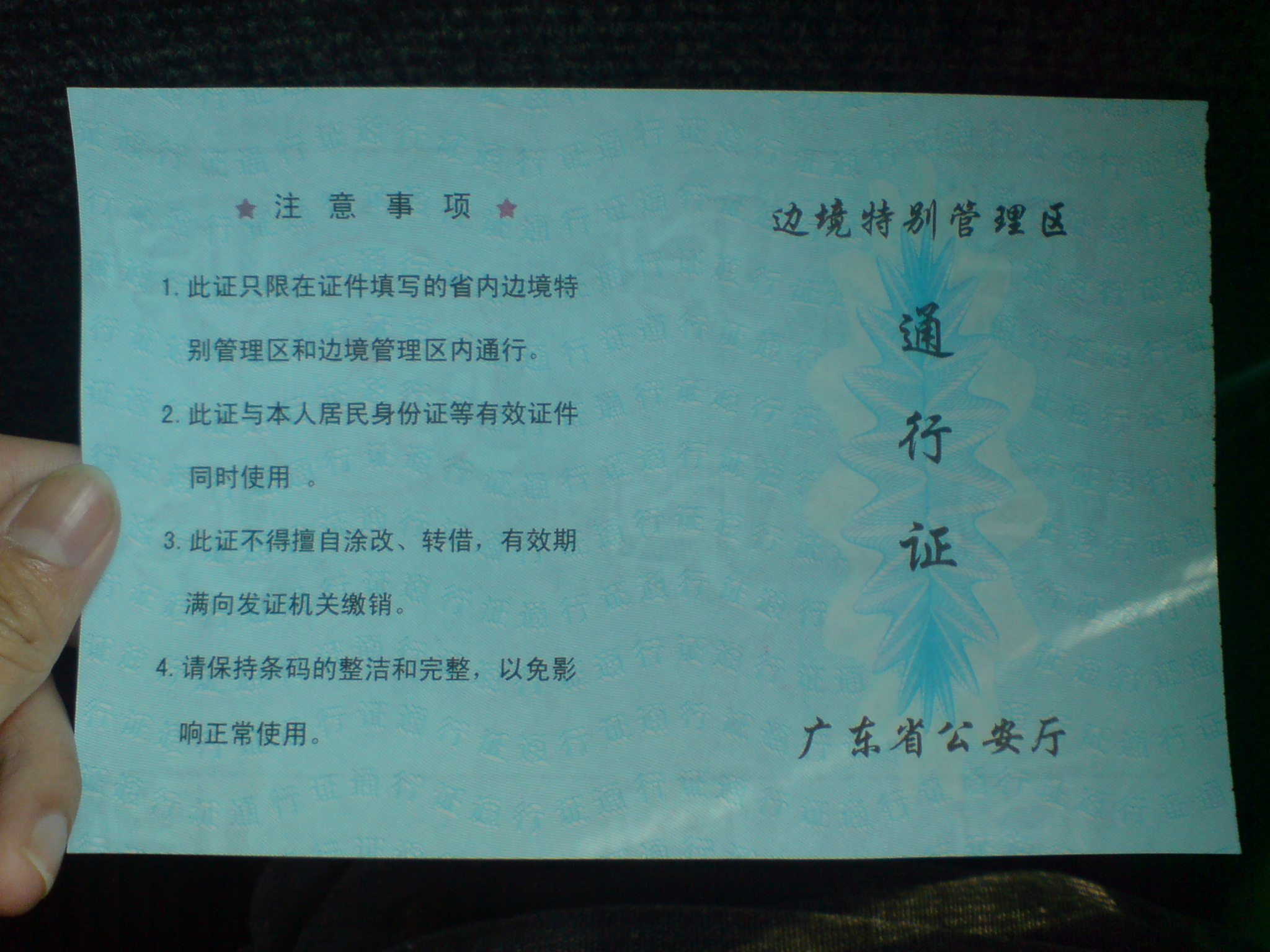
前往中英街的边境特别管理区通行证

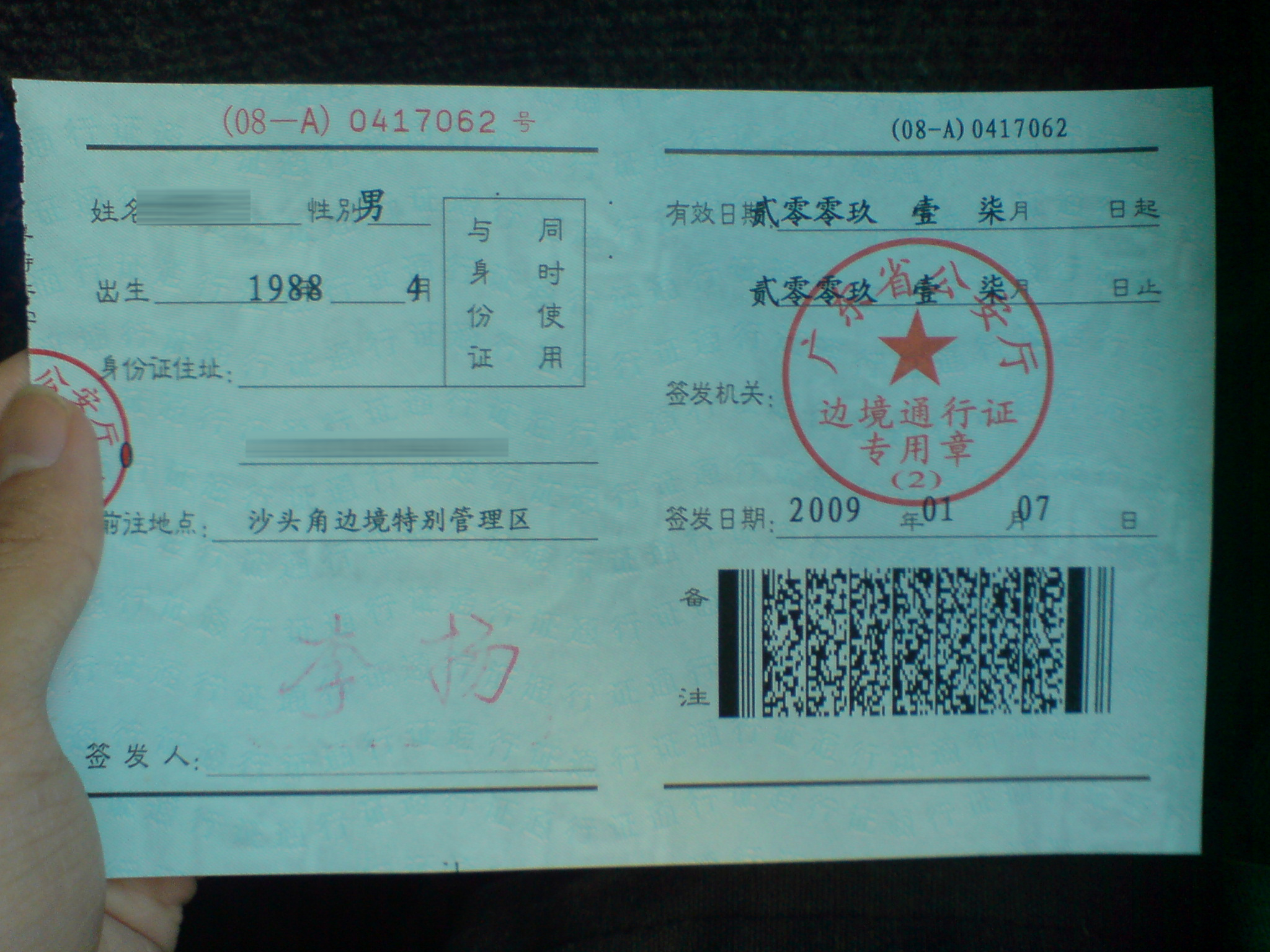
边境特别管理区通行证内页

2009年时，边境特别管理区通行证为一张天蓝色的纸质证件，正面印有“边境特别管理区通行证”“广东省公安厅”字样以及“注意事项”。
1、此证只限在证件填写的省内边境特别管理区和边境管理区内通行。
2、此证与本人居民身份证等有效证件同时使用。
3、此证不得擅自涂改、转借，有效期满向发证机关缴销。
4、请保持条码的整洁和完整，以免影响正常使用。
反面为资料页，最上行标注有证件编号，最左边为证件与存根的裁剪处，除此以外还有如下信息：
- 姓名；
- 性别；
- 出生：yyyy年mm月
- 身份证住址：一般只记录居民身份证号码，不记录住址；
- 前往地点：一般印有“沙头角边境特别管理区”（前往中英街时）或“茂盛围边境特别管理区”（前往珠澳跨境工业区时）；
- 有效日期：一般用大写数字记录，例：贰零零玖年叁月壹日起贰零零玖年叁月壹日止；
- 签发人：为签名印章盖印上；
- 签发机关：盖印“广东省公安厅边境通行证专用章”，此印为印刷上去；
- 签发日期：yyyy年mm月dd日；
- 备注：为一长条形二维条码PDF417码。

### 申办
边境特别管理区通行证分为一次和多次两种。

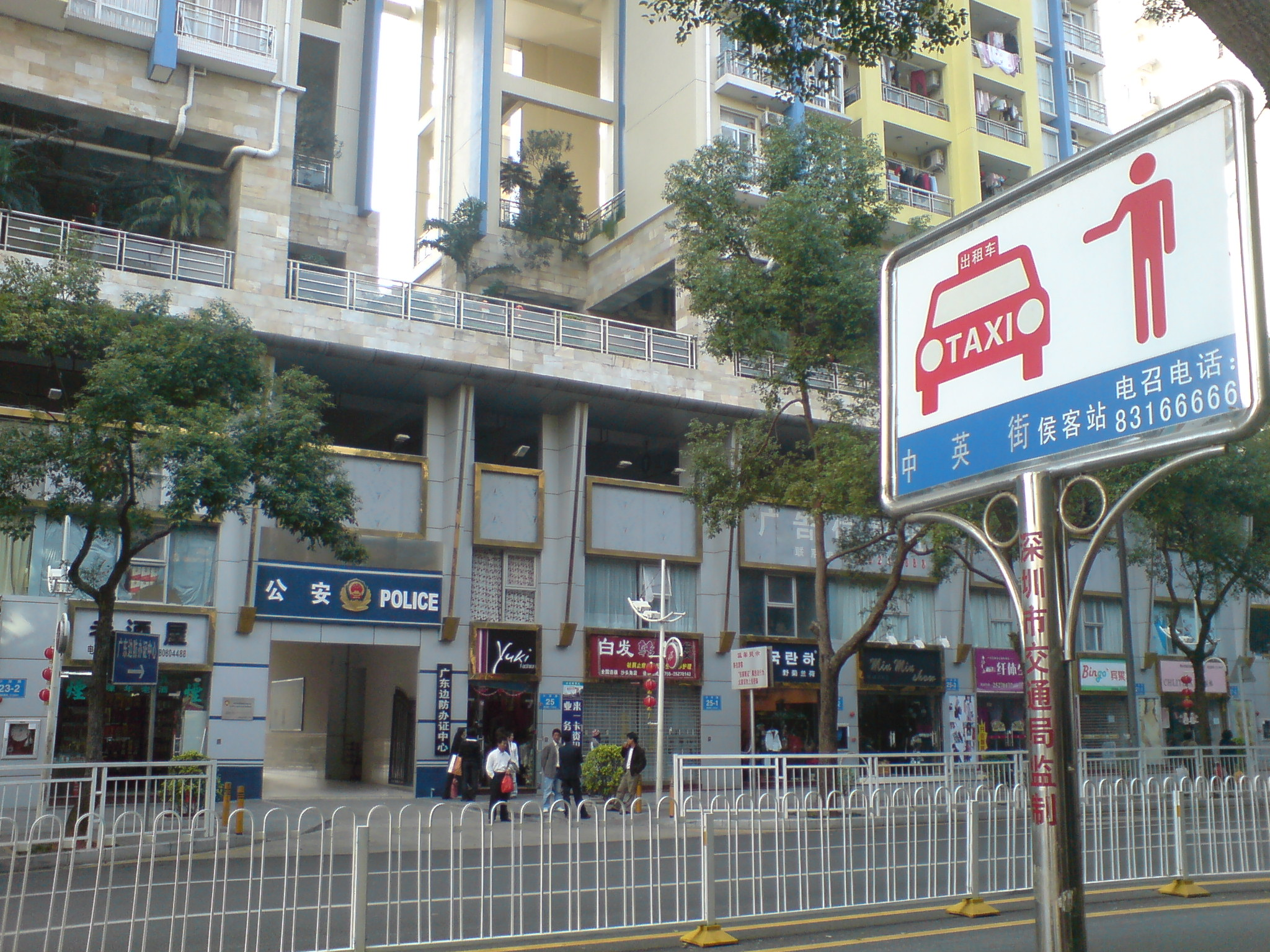
位于深圳中英街附近的深圳市办理边境特别管理区通行证的广东边防办证中心

一次性的边境管理区通行证属即办即得，即当场申办即可得到证件。只需凭申办人本人身份证及复印件即可办理。深圳、珠海的申办受理地址分别为：
- 深圳市：深圳市盐田区沙头角深沙路瀚海翠庭一楼的广东边防办证中心（中英街附近）
- 珠海市：珠海市炮台山的边防五支队边境科。[7]

多次性的边境管理区通行证的办理方式与一次性的通行证相似，但因需逐级审批，因此需多个工作日完成办理。
2018年1月1日起，进入中英街所需的《边境特别管理区通行证》办证工本费正式取消，可免费申请，并于2018年3月20日启用网上预约平台，居民可通过“i深圳”APP或“沙头角边境特别管理区通行证办理”微信小程序进行网上预约，并按预约时间现场取证，凭证进入中英街。2025年1月26日起，该政策再次优化，内地居民通过网上平台申办通行证后，凭居民身份证经边检机关查验后即可进入中英街，无需线下申领纸质证件。